# Бутансько-індійські відносини
Двосторонні відносини між Бутаном та Індією традиційно були близькі. З моменту здобуття незалежності в 1947, Індія успадкувала від Британської імперії сюзеренітет над Бутаном. Хоча відтоді багато чого змінилося, Індія, як і раніше впливає на зовнішню політику, оборону та торгівлю Бутану.
Індія була і залишається основним партнером Бутану в економіці, політиці, культурному обміні. На Індію припадає переважна частка зовнішньоторговельних операцій. Жителі Індії можуть майже без обмежень відвідувати Бутан, що значно складніше для мешканців інших країн. Бутанці часто відвідують Індію — для навчання, лікування, паломництва, бізнесу. Багато бутанців закінчили індійські університети. Індія також підтримує Бутан у військовому відношенні.
Разом з тим Бутан ставиться до Індії з певною обережністю, побоюючись за свій суверенітет і культурну ідентичність.

## Історія
Протягом більшої частини своєї історії Бутан зберігав свою ізольованість від зовнішнього світу, залишаючись поза міжнародними організаціями і підтримуючи нечисленні двосторонні відносини. Ще в 1865 підписаний перший договір про дружбу між Бутаном і Британської Індією. Коли Бутан став монархією — Британська Індія була першою країною, що визнала її, і в 1910 договір оновлений.
Бутан одним з перших визнав незалежність Індії в 1947 році і між двома країнами встановилися тісні відносини, які посилилися після анексії Тибету Китаєм в 1950 і його прикордонними суперечками з Бутаном та Індією. Індію та Бутан розділяє 605-кілометровий кордон. Індія є найбільшим торговим партнером Бутану, на неї припадає 98 % експорту і 90 % імпорту Бутану.

### Договір 1949 року
8 серпня 1949 Бутан та Індія підписали Договір про дружбу, що закликав до миру між двома країнами і невтручання в їхні внутрішні справи. Однак, Бутан погодився віддати «керівництво» своєю зовнішньою політикою Індії, а обидві країни домовилися про тісну співпрацю в галузі зовнішньої політики і оборони. Також були підписані угоди про вільну торгівлю і екстрадицію.
Окупація Тибету комуністичним Китаєм ще більше зблизила країни. 1958 року тодішній прем'єр-міністр Індії Джавахарлал Неру відвідав Бутан і підтвердив підтримку Індією незалежності Бутану, а потім заявив в індійському парламенті, що будь-яка агресія проти Бутану розглядатиметься як агресія проти Індії. Індія надавала економічну і військову допомогу Бутану, який приступив до здійснення програми модернізації для зміцнення своєї безпеки. Хоча Індія неодноразово підтверджувала свою військову підтримку Бутану, останній висловив занепокоєння з приводу здатності Індії захистити Бутан від Китаю, ведучи одночасно війну з Пакистаном.
Індійська армія представлена в Бутані військовою базою в Хаа і декількома представництвами. З 1962 року в Бутані діє індійська військова організація IMTRAT (англ. Indian Military Training Team), що базується в Хаа.
Попри гарні відносини, Індія і Бутан до періоду 1973—1984 років не завершили демаркацію кордону. Проведені переговори допомогли в цілому вирішити розбіжності, за винятком деяких невеликих ділянок, у тому числі в зоні між Сарпангом і Гелепху і на східному кордоні з індійським штатом Аруначал-Прадеш.

### Дистанціювання від Індії
Попри близькі та дружні відносини, уряд Бутану заявив про необхідність перегляду частини договору в бік зміцнення суверенітету Бутану. Бутан почав поступово налагоджувати незалежні відносини в міжнародних справах, приєднався до ООН в 1971 році, визнав незалежність Бангладешу і підписав в 1972 році нову торгову угоду, яка передбачала звільнення бутанських товарів від експортного мита при їх експорті до третіх країн. З 2003 по 2004 рік бутанська армія проводила операції проти індійських повстанців з Асама, які мали свої бази на території Бутану і використовували їх для організації нападів на індійські землі.

### Договір 2007 року
Бутан та Індія переглянули договір 1949 року і підписали новий Договір про дружбу в 2007 році. У новому договорі було вилучено положення, згідно з яким Індія раніше керувала зовнішньою політикою Бутану, а Бутану більше не потрібна згода Індії на імпорт зброї. 2008 року Бутан відвідав прем'єр-міністр Індії Манмоган Сінгх і висловив рішучу підтримку бутанським демократичним перетворенням. Індія також погодилася імпортувати з Бутану до 2020 року не менше 5 000 МВт електроенергії.